# Elettrolisi con membrana polimerica elettrolita
L'elettrolisi con membrana polimerica elettrolita (Polymer electrolyte membrane, PEM) è l'elettrolisi dell'acqua in una cella dotata di un elettrolita polimerico solido (Solid Polymer Electrolyte, SPE) che è responsabile per la conduzione di protoni, separazione dei gas del prodotto, e l'isolamento elettrico degli elettrodi.

## Vantaggi e svantaggi
L'elettrolizzatore PEM è stata introdotta per superare i problemi di carico parziale, la bassa densità di corrente ed il funzionamento a bassa pressione che attualmente affliggono l'elettrolizzatore alcalino. Mostra prestazioni leggermente migliori dell'elettrolizzatore a membrana a scambio anionico (AEM) ma richiede l'uso di catalizzatori del gruppo platino (PGM).
Tuttavia, un recente confronto scientifico ha dimostrato che l'elettrolisi dell'acqua con elettrolizzatore alcalino all'avanguardia mostra efficienze competitivi o addirittura migliori rispetto l'elettrolizzatore PEM. Questo confronto ha inoltre dimostrato che molti dei vantaggi come purezza del gas o elevate densità di corrente che sono stati attribuiti a elettrolizzatori PEM sono anche realizzabili mediante elettrolisi di acqua alcalina. L'elettrolisi è una tecnologia importante per la produzione di idrogeno da utilizzare come vettore di energia.
Con tempi rapidi di risposta dinamico, ampie gamme operative e alta efficienza l'elettrolisi dell'acqua è una tecnologia promettente per lo stoccaggio di energia accoppiato a fonti di energia rinnovabili.